# Новотко, Марцелий
Марцелий Новотко (8 августа 1893 — 28 ноября 1942) — деятель польского рабочего и коммунистического движения, первый секретарь Польской рабочей партии в январе — ноябре 1942 года.
Партийные псевдонимы «Stary» и «Marian».

## Биография
Родился в местечке Красны Цехановского уезда Плоцкой губернии Царства Польского в многодетной семье сельхозрабочего.
В возрасте 12 лет начал работать батраком, затем стал учеником слесаря на сахароваренном заводе и в дальнейшем работал слесарем. В 1913 был уже квалифицированным рабочим. Много читал, участвовал в рабочих собраниях.
В 1916 вступил в революционную социал-демократическую партию Королевства Польского и Литвы
После начала в ноябре 1918 года революции в Германии был одним из организаторов Рабоче-крестьянского совета в Цеханувском повяте, возглавил разоружение немецких оккупантов и полиции в Цехануве, где жил в то время.
После объединения СДКПиЛ и ППС-левицы и образования в декабре 1918 года коммунистической рабочей партии Польши стал коммунистом. С декабря — секретарь Совета рабочих депутатов города Цеханува и деревень Цеханувского округа, член исполкома Совета и одновременно комендант народной милиции. М. Новотко был прирождённым организатором и руководителем. Такие качества были незаменимы, когда в 1919 году Советы были разгромлены, а компартия загнана в подполье.
В ноябре 1919 организовал всеобщую забастовку сельхозработников.
Во время Советско-польской войны в 1920 был секретарём Временного революционного комитета Польши, за что был заочно приговорен к смертной казни судом II-й польской республики. Был председателем ревкома в Лапах.
В 1920е - 1930е годы руководил деятельностью профсоюзных и партийных организаций ряда городов и сельских местностей - в Домбровском угольном бассейне, Келецком, Лодзинском, Великопольском и Познанском воеводствах, на Западной Украине закалили М. Новотко. Постоянная перемена места жительства и партийных псевдонимов, постоянное собирание сил коммунистов, тайная работа по созданию отделений профсоюзов, смелое руководство из подполья стачками различных отрядов польского рабочего класса.
В 1927 году стал делегатом 4-го съезда компартии Польши.
За двадцать лет жизни в довоенной Польше, до сентября 1939 года М. Новотко был шесть раз арестован польскими властями и десять лет провёл в тюрьмах. Чудом спасся от казни.
После ареста в апреле 1935 года отбывал 12-летнее тюремное заключение в тюрьме Равич. После начала войны в сентябре 1939 года во время немецкой бомбардировки города выбрался из тюрьмы, направился к Варшаве, чтобы принять участие в обороне города.
Оставив жену и сына в Варшаве, Новотко вместе с группой польских коммунистов, которых разыскивало гестапо, во второй половине октября 1939 года прибыл в Западную Белоруссию. Вместе с Павлом Финдером и Болеславом Молойцем он активно участвует в выработке проекта программы будущей партии. Принимается предложенное им название — Польская рабочая партия, борется за создание национального антигитлеровского фронта.
В 1939—1941 жил в СССР, после начала Великой Отечественной войны прошёл военную и парашютно-десантную подготовку.
В ночь с 27 на 28 декабря 1941 года в составе группы из 11 прошедших военную подготовку польских коммунистов с личным оружием был переброшен из СССР в Польшу, при приземлении в лесном массиве под Вензовой сломал ногу, для оказания медицинской помощи был доставлен на дом в дачном поселке Радощи, сразу же начал организовывать освободительную борьбу польского народа против гитлеровцев.
После выздоровления, 18 января 1942 года прибыл в Варшаву, проживал на конспиративной квартире в районе Жолибож.

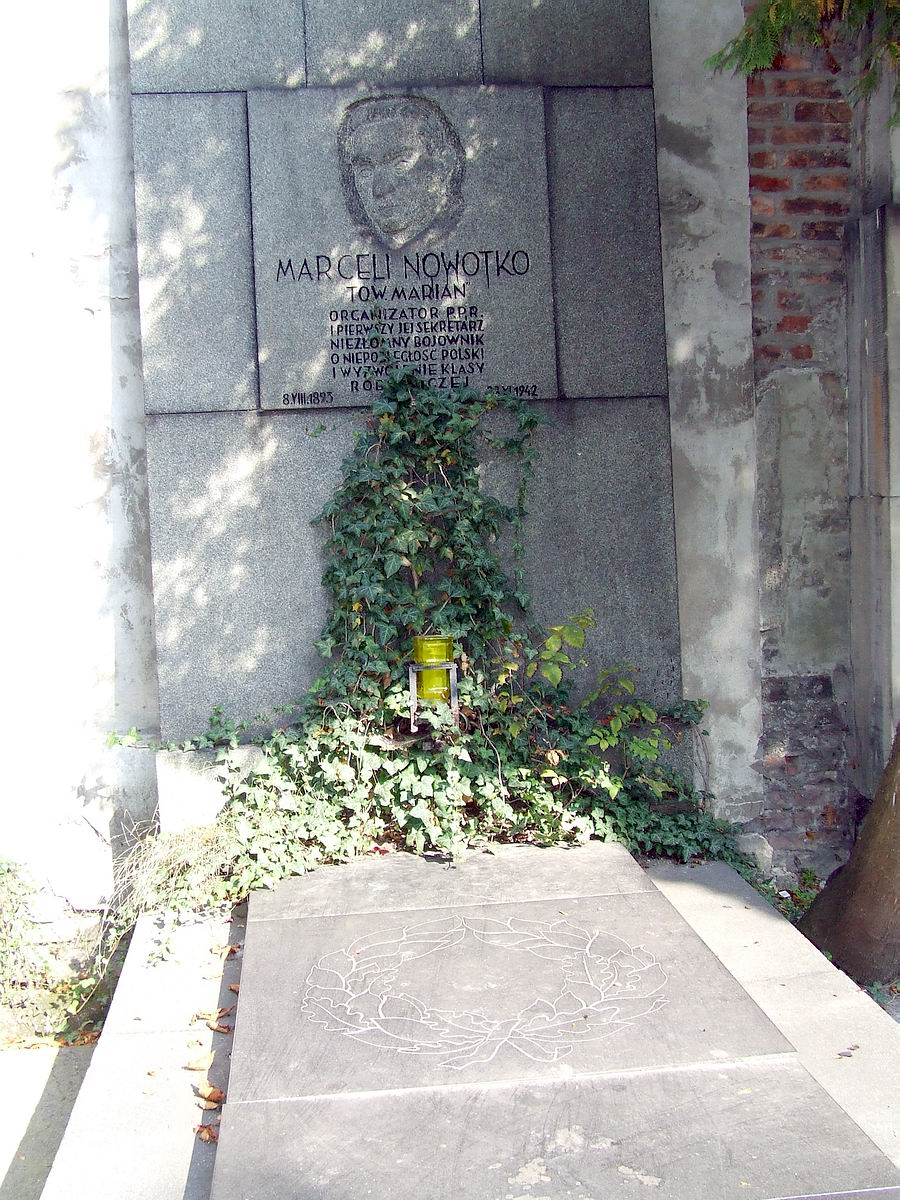
Могила Марцелия Новотко на кладбище Старые Повонзки в Варшаве

С момента создания Польской рабочей партии 5 января 1942 года Марцелий Новотко возглавил партию, став секретарём ЦК ППР. Под его руководством ППР набирала силу, поднимала трудящихся на антифашистскую борьбу. Была создана Гвардия Людова, которая взяла на себя организацию массовой партизанской борьбы против оккупантов.
28 ноября 1942 года Марцелий Новотко, направлявшийся на конспиративную встречу, был убит провокатором на перекрестке варшавских улиц. В провокаторстве и причастности к убийству М. Новотко был обвинён Болеслав Молоец, казнённый однопартийцами 31 декабря того же года по приговору партийного суда.
Его сын Збигнев погиб в 1944 во время Варшавского восстания.

## Награды
- орден «Крест Грюнвальда» I степени (3 января 1945 года, посмертно)

## Память, отражение в культуре и искусстве
- В память о М. Новотко была названа польская партизанская рота АL имени «Старого», которая действовала в мае 1945 года в составе французско-польской партизанской бригады «Liberté» в Верхней Словении. Ядро роты составляли активисты лодзинской ячейки ППР, бежавшие из немецкого концлагеря на австрийско-югославской границе в районе перевала Любель, командиром роты являлся Юзеф Жетельский[5];
- памятник Марцелию Новотко после окончания войны был установлен в Варшаве;
- механический завод в Варшаве, построенный в 1951 году и введённый в строй под наименованием Zakłady Mechaniczne im. Marcelego Nowotki (в настоящее время - завод "PZL-Wola S.A.");
- океанский сухогруз типа B-54 "Marceli Nowotko" Польских океанских линий, заложенный в 1955 году и введённый в строй в 1956 году;
- памятная монета в 20 злотых "Marceli Nowotko 1893 - 1942" (Польская Народная Республика, 1976).